# Хранилище 13
„Хранилище 13“ (на английски: Warehouse 13) е американски фентъзи сериал, чиято премиера е на 7 юли 2009 г. През 2014 г. беше излъчен пети сезон, който бе последен.

## История
Хранилище 13 официално не съществува и представлява свръхсекретно съоръжение, построено в края на 19 век, което съхранява всички изобретения, създадени от човечеството, които са прекалено опасни, за да бъдат оставени на обществото, както и такива, които никога не са виждали бял свят. В Хранилище 13 се изпращат всички странни и необясними артефакти, които американското правителство желае да скрие или просто не знае какво да прави. Работата на Пийт и Майка е да помагат на Арти в издирването и неутрализирането на тези мистериозни предмети, и донасянето им за безопасно съхранение в Хранилище 13.